# Aptostichus atomarius
Aptostichus atomarius là một loài nhện trong họ Cyrtaucheniidae. Loài này phân bố ở Hoa Kỳ.